# متحف الأزياء بمقاطعة أنتويرب

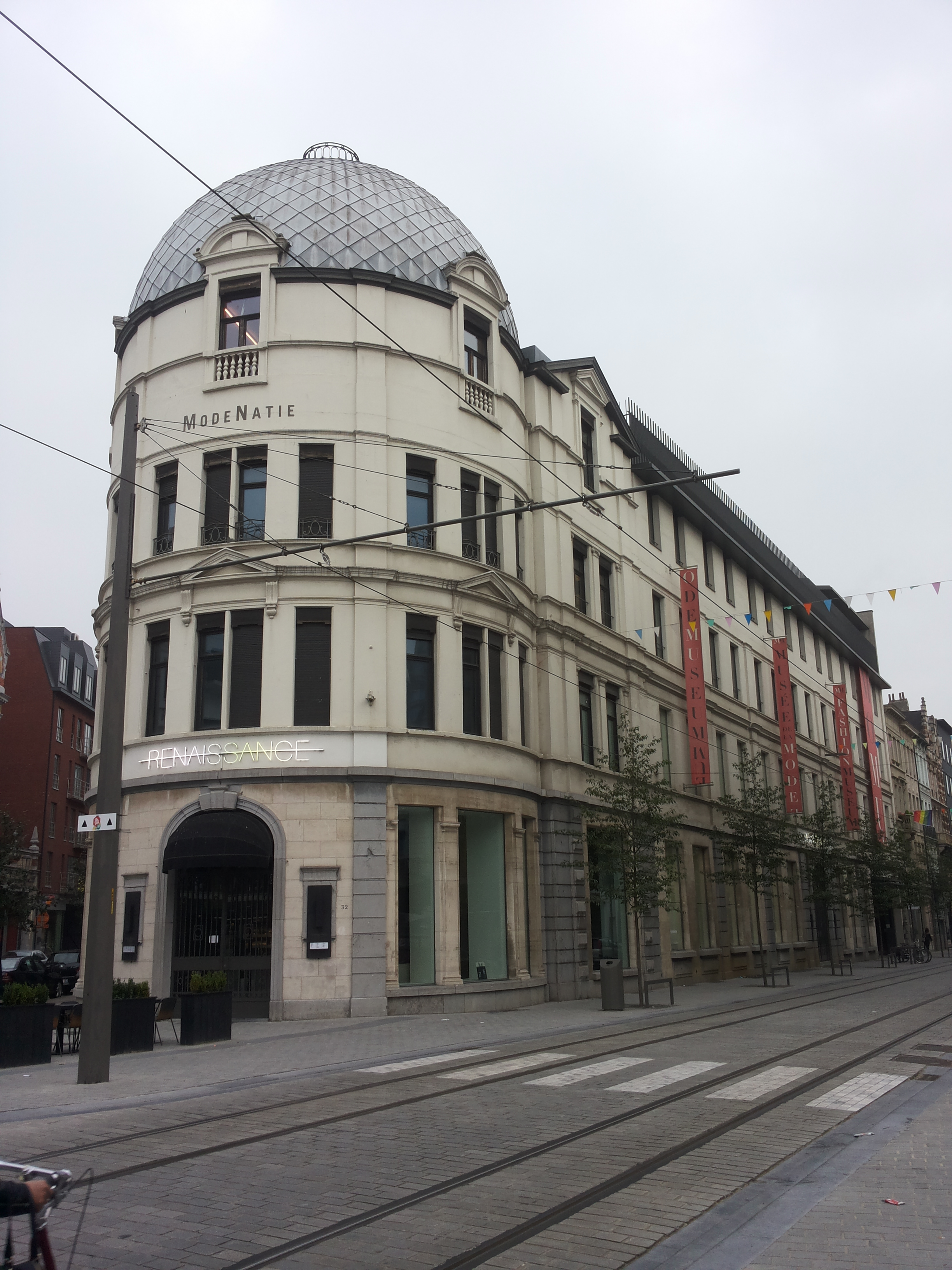
ركن ModeNatie الذي يضم موميو

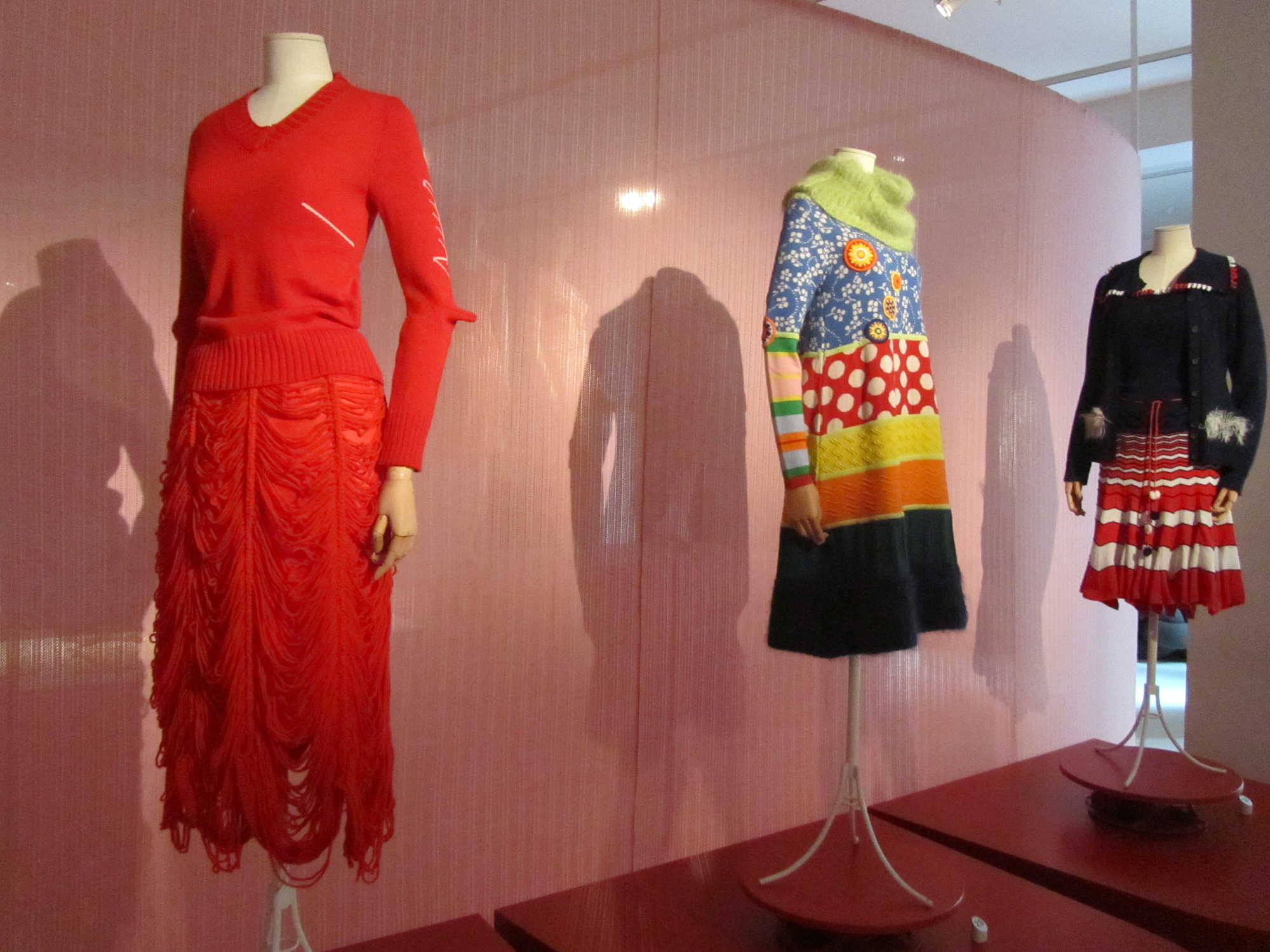
معرض تريكو ONTRAFEL. تريكو في دي مود في متحف الموضة (ModeMuseum، موميو) في. التصميم المركزي هو فستان من تصميم والتر فان بيريندونك، مستوحى من الملابس الملونة لنساء هويان في تشوانتشو، الصين. تصميمات المرافقة من تصميم مصمم الأزياء الألماني المولد برنهارد فيلهلم. على اليسار سترة من جيرسي مع المرفقين مثل كعب جورب، وتنورة مع شرائط متناوبة من الصوف المحبوك والخيوط الفضفاضة. على اليمين سترة صوف بيفويتر وفستان جيرسي سوبرفلاي.

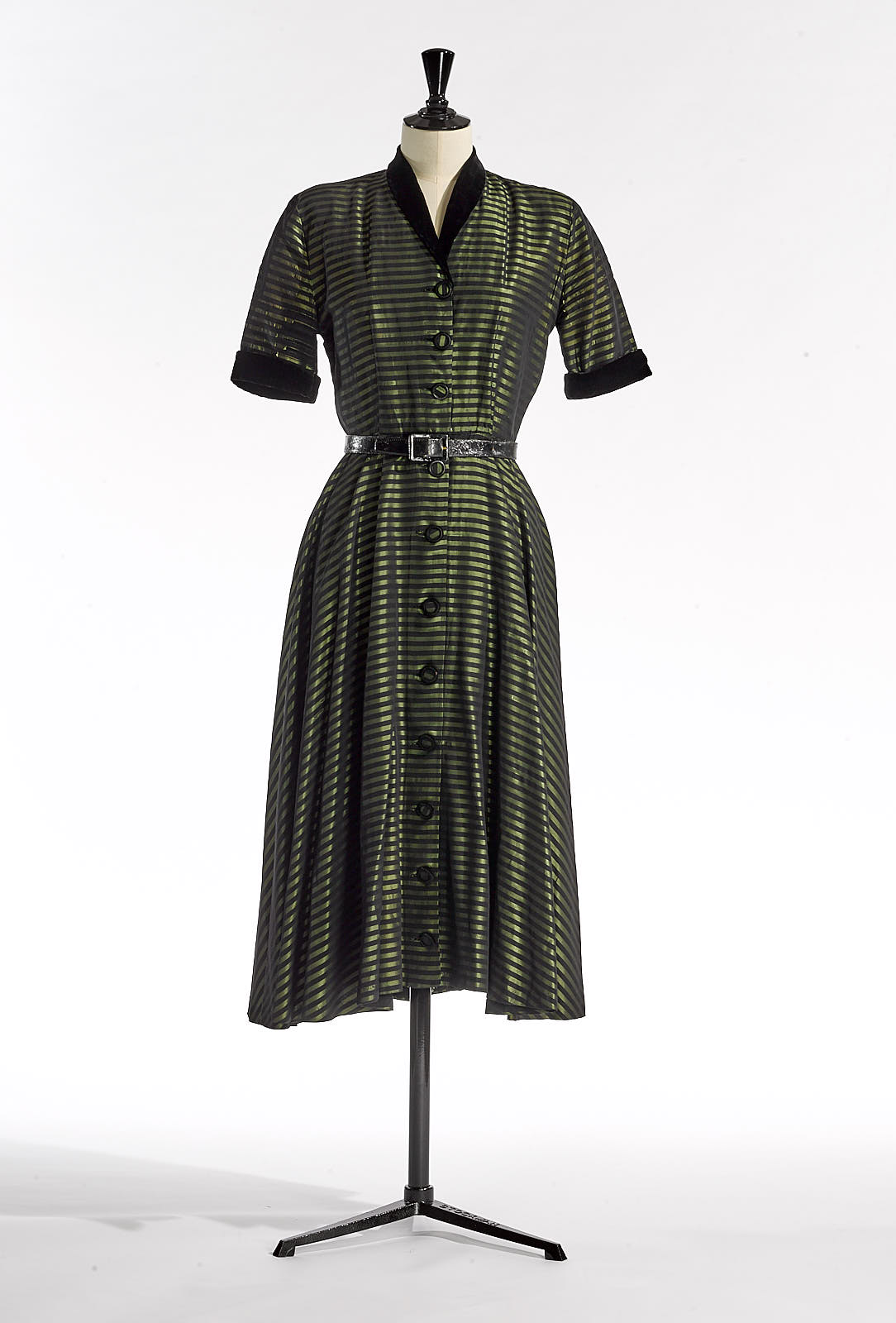
فستان من مجموعة الدراسة

موميو (متحف مود) هو متحف الموضة في مقاطعة أنتويرب، بلجيكا. تأسس المتحف في 21 سبتمبر 2002، ويجمع ويحفظ ويدرس ويعرض الأزياء البلجيكية. يركز المتحف على وجه التحديد على مصممي الأزياء البلجيكيين المعاصرين بسبب ظهور مجموعة من مصممي الأزياء المدربين في أنتويرب خلال الثمانينيات والتسعينيات (مارتن مارجيلا، دريس فان نوتين، آن ديميوليميستر، والتر فان بيريندونك، ديرك فان ساين، فانديورست، إلخ ). أول مدير للمتحف كانت ليندا لوبا التي كانت أيضًا مؤسِّسة ومديرة مدرسة الموضة في الأكاديمية الملكية للفنون الجميلة (أنتويرب). المدير الحالي هو كات ديبو
.

## المعارض
تنظم موميو معارض الموضوعات المتغيرة باستمرار حول موضوع مصمم أو موضوع متعلق بالأزياء في مساحة عرض مخصصة خصيصًا لكل معرض. يتم إنشاء كل معرض حول سرد إجمالي لا يتم فيه عرض موديلات الملابس فحسب، بل يقدم سياق كامل. على سبيل المثال، مصادر الإلهام لمصمم، اتصالات مع تخصصات فنية أخرى، تعاون الوسائط المتعددة، إلخ. يعمل موميو مع المصممين وفريقهم لتطوير مفهوم المعرض وتصميم المعرض. كما سافرت معارض موميو إلى لندن وطوكيو وميونيخ واسطنبول وانشيده وملبورن.

## المشاريع
- مكنز بصري لموضة والأزياء. مشروع البيانات المفتوحة المرتبط - 1/11/2015 - 31/08/2017
- موميو Study Collection - لدى موميو مجموعة دراسة تضم ما يقرب من 1000 كائن. تتكون هذه المجموعة من الملابس والأجزاء، بالإضافة إلى الأشياء النسيجية من القرن الثامن عشر حتى الوقت الحاضر.
- جوجل فنون وثقافة - نحن نرتدي الثقافة. اكتشف تاريخ الموضة من خلال ستة معارض عبر الإنترنت برعاية موميو على منصة جوجل للثقافة والفنون.